# Mamestra confluens
Mamestra confluens är en fjärilsart som beskrevs av Eduard Friedrich Eversmann 1844. Mamestra confluens ingår i släktet Mamestra och familjen nattflyn. Inga underarter finns listade i Catalogue of Life.